# Філінський
Фі́лінський (рос. Филинский) — починок у складі Нікольського району Вологодської області, Росія. Входить до складу Нікольського сільського поселення.

## Населення
Населення — 106 осіб (2010; 108 у 2002).
Національний склад (станом на 2002 рік):
- росіяни — 100 %